# متب نطيان
مـتَـبْـنـطـيان أو مـتَـب نـطـيان (بخط المسند: ). هو الإله الوصي على مدينة هَرَم في جوف اليمن، ضمن أراضي مملكة معين القديمة.

### التسمية
يواجه الباحثون صعوبة في اشتقاق الاسم، إلا أن روبان اقترح أنه مركب من جزئين، متب (بمعنى: كرسي، عرش)، ونطيان (اسم الإله نفسه)، حيث يظهر الجزء "متب" مع أسماء أخرى (قبض، قبض، خمر، ظلم) يفترض روبان أنهم آلهة أيضاً.

### العبادة

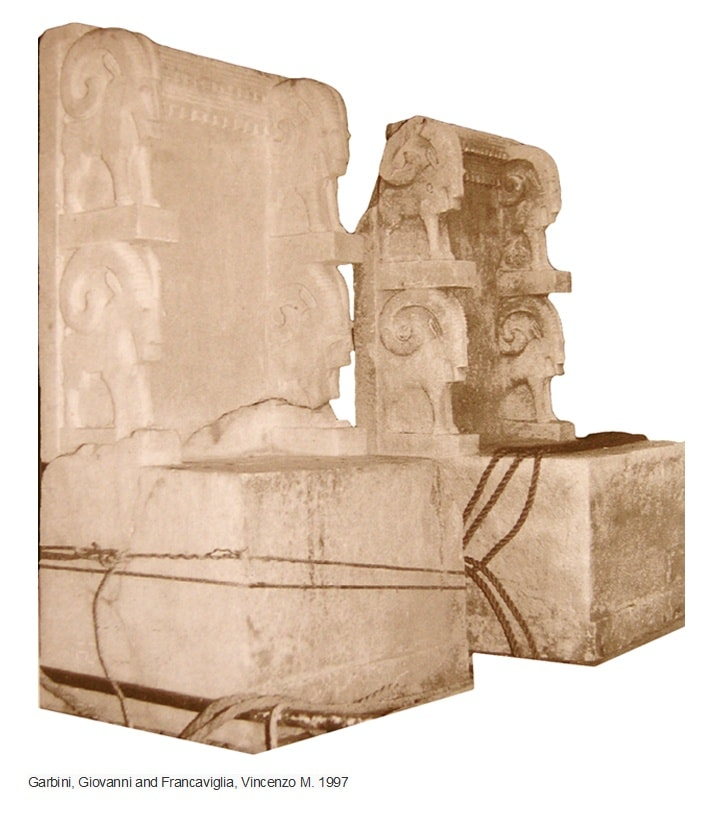
عرشان ملكيان من احدي ممالك الجوف (سويسرا)

كانت عبادة الإله مـتَـبْـنـطـيان في مدينة هَرَم حيث أقيم له معبد فيها، يدعى في النقوش "ثَـبْـران". يقارن روبان بين فكرة عرش الإله في جنوب الجزيرة العربية ومفهوم العرش وإستواء الله على العرش في القرآن، حيث عثر الباحثون على ستة عروش حجرية مزخرفة في اليمن، بالإضافة إلى اكتشاف نقش في نجران يتحدث عن إهداء أحد الملوك لعرش (ث ب ت) للإله ذو سماوي.
في حين يقارن الباحث جورج هاتكه بين إهداء العروش للآلهة في جنوب الجزيرة والكرسي الذي كان عند المختار الثقفي المتمرد على الأمويين، اعتقاداً أنه ينصرهم على الأعداء؛ فبحسب كتاب أنساب الأشراف للبلاذري أنهم "عصبوه بخرق الحرير والديباج" ويقول "وَكَانَ أَصْحَاب المختار يعكفون عَلَيْهِ ويقولون: هُوَ بمنزلة تابوت موسى فيه السكينة، ويستسقون به يستنصرون، ويقدمونه أمامهم إِذَا أرادوا أمرًا".